# Lindsey Van
Lindsey Van, ameriška smučarska skakalka, * 27. november 1984, Detroit ZDA. 
Lindsey sodi med skakalke, ki so nastopale še pred uvedbo tekem za ženski svetovni pokal in takoj v njegovih začetkih. V tej generaciji je bila med najboljšimi tekmovalkami, pred uvedbo svetovnega pokala je dosegla osem zmag in skupaj 44 uvrstitev na zmagovalni oder. Leta 2009 je postala prva svetovna prvakinja na prvi organizirani ženski tekmi na svetovnem prvenstvu. Svojo uspešno toda tudi s poškodbami zaznamovano kariero je zaključila leta 2014. 

## Tekmovalna kariera

### Začetki, 2002-05
Na mednarodnih prireditvah je tekmovala od leta 2002. Prvi nastop ima na sicer moški prireditvi, ko je ne njej nastopila 26. januarja 2002 in zasedla 38. mesto. V letih 2003 in 2004 je kot ženska imela na voljo nastope zgolj na tekmah FIS. Takoj je bila med najboljšimi in 14. februarja 2004 je tudi prvič zmagala. To je bilo v nemškem Rastbüchlu na 75-metrski skakalnici, kjer je premagala dve bodoči veliki tekmici, za njo sta bili Anette Sagen na drugem, in na tretjem mestu Daniela Iraschko.

### Celinski pokal, 2005-12
FIS je za sezono 2004-05 prvič uvedla kontinentalni pokal za ženske. Lindsey je nastopila na dvanajstih tekmah in se osemkrat uvrstila na oder za zmagovalke, bila je po štirikrat druga in tretja. Prvič je stopila na stopničke v Planici dne 16. januarja 2005, ko je bila druga za Norvežanko Sagnovo. Na koncu je bila v seštevku sezone druga z osvojenimi 740 točkami.
V drugi sezoni, 2005-06, si je prvič priskakala zmago v tem tekmovanju. To je bilo 1. oktobra 2005 na domači tekmi v Park Citiju. V tej sezoni je dosegla štiri zmage in bila še po trikrat druga ter tretja. Na koncu je s 1159 točkami osvojila skupno drugo mesto, zaostala je le za izjemno Anette Sagen, ki je premočno slavila.
V sezoni 2006-07 je nastopila na osemnajstih tekmah in se na vseh uvrstila med prvo deseterico, od tega sedemkrat na zmagovalni oder. Njena najslabša rezultata sta bili dve uvrstitvi na deseto mesto. Je pa od sedmih stopničk bila trikrat prva in trikrat druga ter še enkrat tretja. Vse to je bilo v seštevku dovolj za skupno tretje mesto s 1045 osvojenimi točkami.
V sezoni 2007-08 je nastopila na prvih dvanajstih tekmah nakar se je poškodovala. Sicer je na prvih tekmah sezone rezultatsko padla, uvrščala se je nekje na sredo trideseterice, nato pa je na zadnjih štirih nastopih pred poškodbo bila štirikrat druga. Predčasen konec sezone je pomenil na koncu najslabšo skupno uvrstitev do sedaj, s 523 osvojenimi točkami je končala na šestem mestu.

#### 2009: prva svetovna prvakinja
Februarja 2009 se je udeležila prve prireditve za ženske na svetovnih prvenstvih, ki je bila v češkem Liberecu. Tam je dne 20. februarja zmagala na tekmi posameznic in osvojila zlato medaljo ter postala prva prvakinja.
Vsega skupaj je v tem obdobju tekmovanja za celinski pokal dosegla 44 uvrstitev na oder za zmagovalke, od tega je 8 zmag, 18 drugih in 18 tretjih mest. V skupni razvrstitvi pokala pa je bila dvakrat druga in enkrat tretja.

### Svetovni pokal, 2011-14
Ko so tudi ženske skakalke končno dobile svoje tekmovanje v okviru svetovnega pokala je bila med prvimi nastopajočimi tudi Vanova, ki je sicer bila že nekoliko v zatonu svoje kariere. Prvič je nastopila v tem tekmovanju 7. januarja 2012 in se povzpela na odlično drugo mesto na tekmi v Hinterzartnu. Naprej v sezoni je zasedala mesta med prvo deseterico in še enkrat uspela stopiti na zmagovalni oder, ko je bila tretja. Na koncu te zgodovinske prve sezone je bila uvrščena na skupno peto mesto s 482 osvojenimi točkami.
V sezoni 2012-13 se je dokaj redno uvrščala med najboljšo deseterico, na oder za zmagovalke pa ni več segla. Njen najboljši rezultat je bilo eno četrto mesto. V tej zadnji dokaj uspešni sezoni za Lindsey je v skupnem seštevku bila uvrščena na osmo mesto s 432 točkami.

## Dosežki v svetovnem pokalu

### Uvrstitve po sezonah
| Sezona  | Mesto | Točke |
| ------- | ----- | ----- |
| 2011-12 | 5.    | 482   |
| 2012-13 | 8.    | 432   |
| 2013-14 | 34.   | 101   |

### Uvrstitve na stopničke po sezonah
| Sezona  | 1 | 2 | 3 | Skupaj |
| 2011-12 | - | 1 | 1 | 2      |
| 2012-13 | - | - | - | -      |
| 2013-14 | - | - | - | -      |
| Skupaj  | - | 1 | 1 | 2      |